# Километар
Километар(симбол: km) је јединица за дужину једнака са 1000 метара (из грчке речи khilia = хиљада и metro = бројати/мера). Приближно је једнак са 0,621 миља, 1094 јарде или 3281 стопа.
Километар је приближно четрдесетохиљадити део меридијана који пролази кроз Париз.
Уникод има симболе за "km" (㎞), за квадратни километар (㎢) и за кубни километар (㎦); међутим, они су корисни само у CJK текстовима, где су једнаки у величини кинеским карактерима.
хектометар << километар << мегаметар